# Bob Persichetti
Robert Persichetti, Jr. é um produtor cinematográfico americano. Sua esteia como diretor ocorreu com Spider-Man: Into the Spider-Verse (2018), que lhe rendeu uma nomeação ao Óscar 2019, uma nomeação para Melhor Filme de Animação.